# Черняховск
Черняхо́вск (до 1946 года — И́нстербург, нем. Insterburg) — город в Калининградской области России, административный центр Черняховского района (муниципального округа).
Население — 35 705 чел. (2023), третий по численности город области после Калининграда и Советска.

## Этимология
Основан в 1336 году. Название Инстербург по реке Инструч, в устье которой он находится, и нем. бург — «крепость, замок». Переименован в 1946 году в честь генерала армии И. Д. Черняховского, командовавшего войсками фронта и погибшего на территории Восточной Пруссии. Учитывая, что фамилия Черняховский происходит от названия городка Черняхов на Украине, новый топоним представляет собой достаточно редкий случай «передачи имени» от одного города другому.

## История

Герб Инстербурга

Начиная с X века до н. э. местность вокруг города уже была освоена людьми. Имеющиеся следы пребывания указывают на развитую культуру быта, обрядов, военных и ремесленных навыков. С IV века до н. э. до XIII века н. э. на территории города и района проживали племена пруссов, местность вокруг города по прусским (немецким) источникам называлась Надровия, по фрагментарным данным, недалеко от Черняховска находится святилище пруссов (т. н. священная роща).
В ходе завоевательных походов крестоносцев оборонительная способность пруссов ослабевала, и в конце XIII века остатки защитников Надровии частично покорились, частью были истреблены, частью переселились в земли Литвы. Последние пруссы как носители культуры и языка исчезли к середине XVIII века.
В ходе завоевания Пруссии на месте прусского поселения Унсатрапис в 1336 году немецкими рыцарями Тевтонского ордена был построен замок Инстербург.
Изначально в Инстербурге было организовано комтурство Тевтонского Ордена. Однако, окрестности замка, беспокойные и постоянно подвергавшиеся набегам, не позволяли должным образом его содержать. В 1347 году комтурство было упразднено, а замок стал резиденцией пфлегера.
Замок Инстербург часто становился отправной точкой литовских походов Ордена, в которых принимали участие многие рыцари Западной Европы. В 1377 году здесь побывал герцог Австрии Альбрехт III, а в 1390 году — граф Генрих Дерби.
Постройка замка была завершена в 1390 году, однако поселения вокруг него часто разорялись литовцами и не имели сколь-нибудь заметного развития до XVI века.
С образованием герцогства Пруссия в 1525 году Инстербург стал светским административным центром округа. В 1544 году в нём состоял только один приход — собственно Инстербурга. В 1541 году поселение возле замка получило права рынка и стало резиденцией главы округа.
Поселение вокруг замка получило городские права 10 октября 1583 года из рук маркграфа Пруссии Георга Фридриха.
В 1590 году большой пожар уничтожил значительную часть городских зданий, но уже в 1600 возникла потребность в расширении застройки и образовании предместья.
В 1643 году Инстербург стал постоянным местом жительства шведской королевы Марии Элеоноры, вдовы Густава Адольфа. В 1678 году шведские войска под командованием фельдмаршала Горна заняли Инстербург.
14 мая 1697 года в Инстербурге проездом был Пётр I. В Инстербурге не раз бывал Иммануил Кант — в молодости он работал учителем в деревне Юдтшен (Judtschen) недалеко от Инстербурга.
В июне 1812 года в Инстербурге побывал Наполеон.
При проведении административной реформы 1818 года Инстербург стал центром одноимённого округа. В 1902 году город Инстербург был выделен из округа Инстербург в самостоятельную административную единицу.
В 1827 году по предложению швейцарского педагога Песталоцци было построено здание школы (в настоящее время школа № 1).
В 1828—1835 годах через Инстербург прошло шоссе, ставшее потом Имперской дорогой № 1. С 1860 года город стал железнодорожным узлом линий Берлин —Кёнигсберг — Каунас и Тильзит — Торн. Также в городе имелась местная железнодорожная линия. Благодаря хорошим коммуникациям в городе обосновался целый ряд промышленных предприятий — несколько машиностроительных заводов, чугунолитейный и льнопрядильная фабрика.
Первая мировая война затронула в том числе и Восточную Пруссию, на территории которой шли бои между Русской и Германской армиями.
 24 августа в Инстербурге появились русские казачьи патрули, а уже на следующий день был назначен губернатор города — доктор М. Бирфройнд.
В отеле «Дессауэр Хоф» (нем. Dessauer Hof) расположился штаб 1-й русской армии, которой командовал генерал Ренненкампф. 5 сентября 1914 года был проведён парад, но уже 11 сентября 1914 г. русские войска вынуждены были покинуть город под натиском 8-й немецкой армии.
Во время Второй мировой войны, в августе 1944 года, город подвергся бомбардировкам английской авиации. 21—22 января 1945 года, в ходе Инстербургско-Кёнигсбергской операции, в город вступили войска Рабоче-крестьянской Красной армии. Уже в мирное время, в 1972 году, была взорвана лютеранская приходская церковь на Старом рынке (ныне площадь Ленина) 1610—1612 годов постройки. Сохранился один из трёх колоколов. В настоящее время он находится в церкви святого Николая в Ганновере — Ботфельде, о чём свидетельствует бронзовая мемориальная доска на башне церкви.
7 сентября 1946 года город был переименован в Черняховск, в честь командующего войсками 3-го Белорусского фронта Ивана Даниловича Черняховского, погибшего во время боёв в Восточной Пруссии 18 февраля 1945 года.

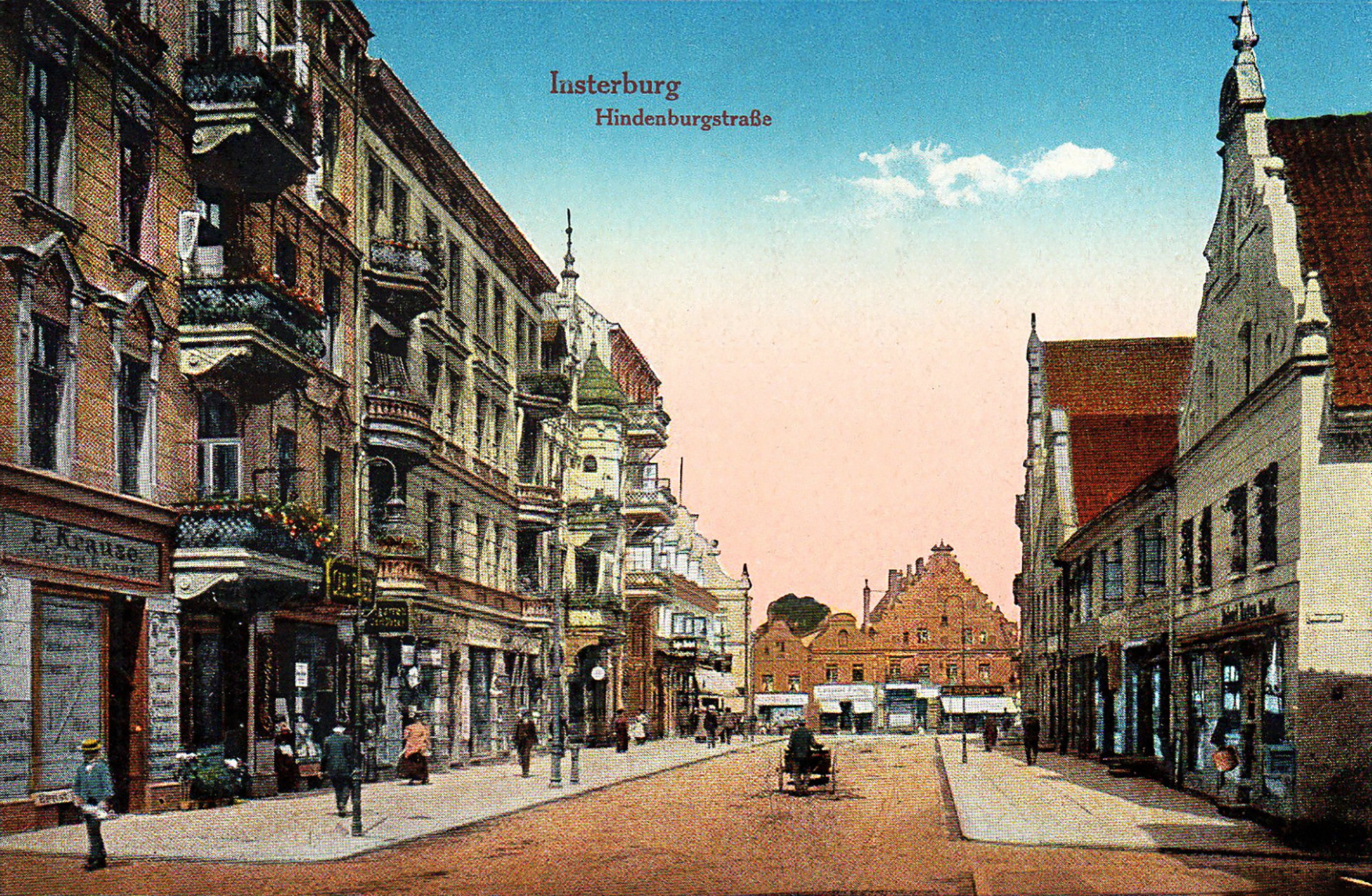
Гинденбургштрассе, 1890 г.
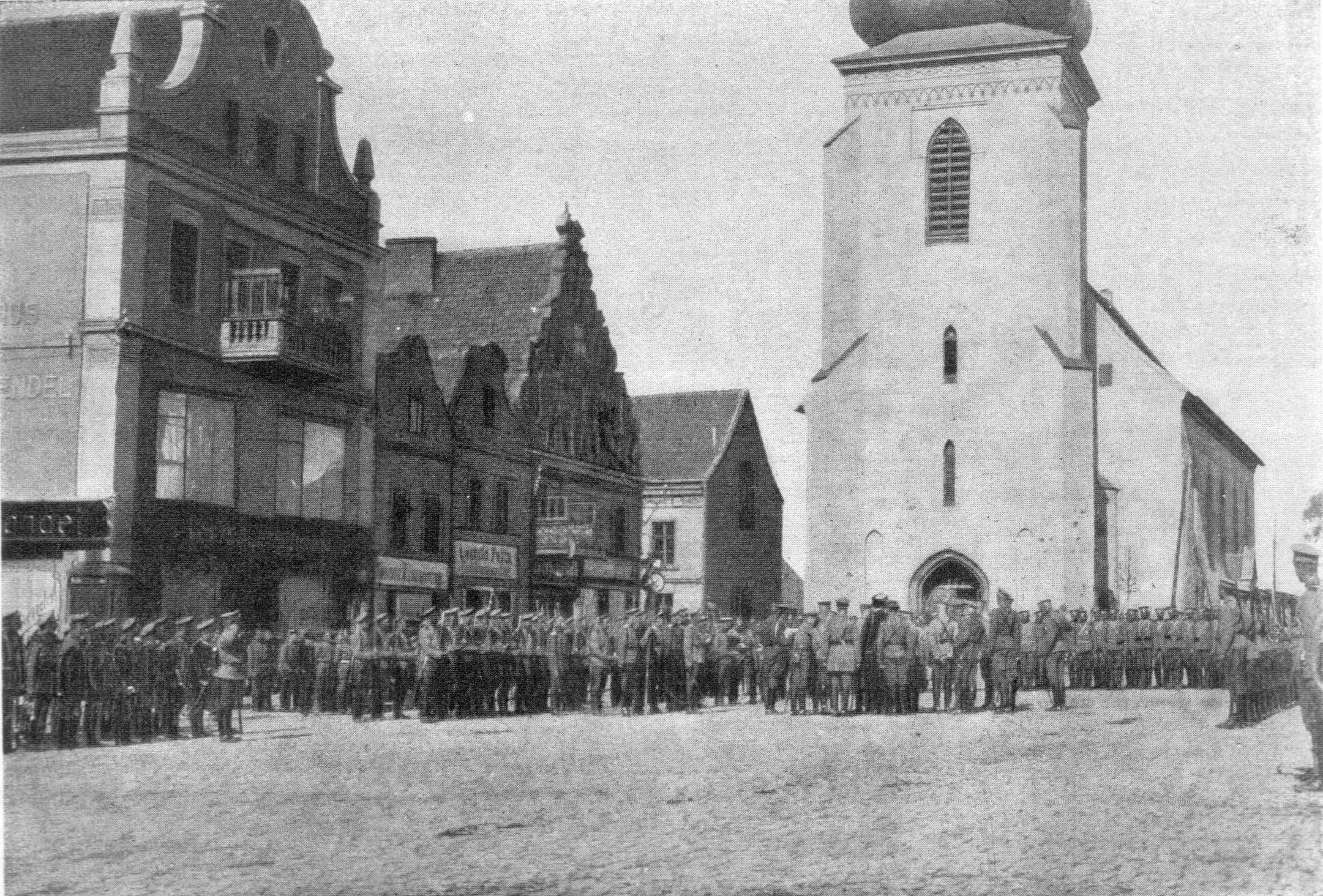
Парад русских войск в Инстербурге 5 сентября 1914 г.
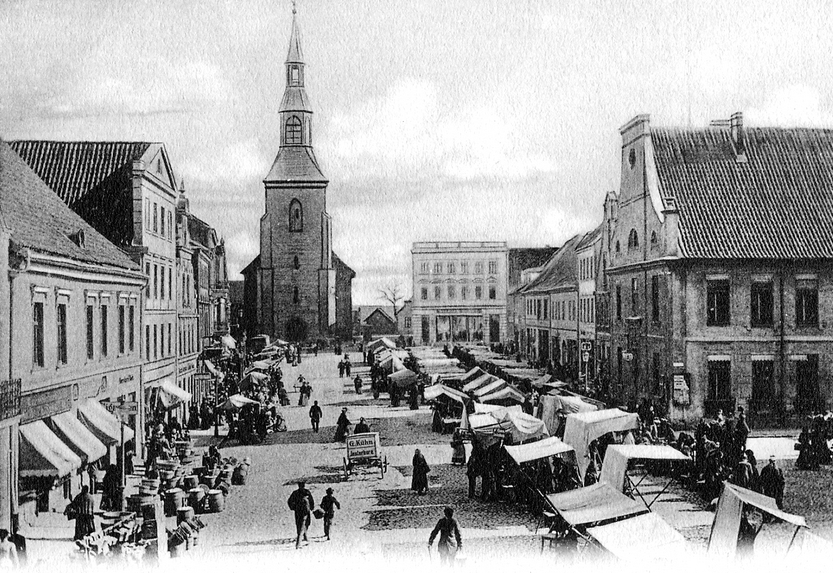
Лютеранская церковь в Инстербурге в районе Альтер Маркт (Старый Рынок) до 1945 г.

## Географическое положение и климат
Город расположен в месте, где, сливаясь, реки Инструч и Анграпа образуют исток реки Преголи.
Находится в 80 км к востоку от Калининграда. Климат переходный от морского к умеренно континентальному. По сравнению с прибрежной частью Калининградской области климат несколько более приближается к континентальному: в Черняховске зимние температуры ниже, а летние — выше, чем в приморском Светлогорске. Средняя годовая температура воздуха +7,7 °C. Абсолютный максимум температур +39 °C, абсолютный минимум −35 °C.
Преобладающие направления ветра: южное (повторяемость 18 %), юго-западное и западное, годовая скорость — 3,5 м/с.
| Показатель              | Янв. | Фев. | Март | Апр. | Май  | Июнь | Июль | Авг. | Сен. | Окт. | Нояб. | Дек. | Год |
| ----------------------- | ---- | ---- | ---- | ---- | ---- | ---- | ---- | ---- | ---- | ---- | ----- | ---- | --- |
| Средняя температура, °C | −2,2 | −1,9 | 1,6  | 7,6  | 13,1 | 15,7 | 18,1 | 17,5 | 12,8 | 8,1  | 2,9   | −0,9 | 7,7 |
| Норма осадков, мм       | 57   | 42   | 48   | 38   | 52   | 79   | 80   | 80   | 61   | 61   | 64    | 58   | 720 |
| Источник:               |      |      |      |      |      |      |      |      |      |      |       |      |     |

## Население
| 1959    | 1967    | 1970    | 1979    | 1989    | 1992    | 1996    | 1998    | 2000    | 2001    | 2002    |
| ------- | ------- | ------- | ------- | ------- | ------- | ------- | ------- | ------- | ------- | ------- |
| 29 063  | ↘29 000 | ↗33 446 | ↗35 576 | ↗39 622 | ↗40 600 | ↗42 500 | ↗43 000 | →43 000 | ↗43 800 | ↗44 323 |
| 2003    | 2005    | 2006    | 2007    | 2008    | 2009    | 2010    | 2011    | 2012    | 2013    | 2014    |
| ↘44 300 | ↘42 400 | ↘41 700 | ↘41 100 | ↘40 500 | ↘39 874 | ↗40 449 | ↘40 400 | ↘39 597 | ↘38 571 | ↘37 948 |
| 2015    | 2016    | 2017    | 2018    | 2019    | 2020    | 2021    | 2023    |         |         |         |
| ↘37 521 | ↘37 037 | ↘36 423 | ↘35 888 | ↘35 432 | ↘35 398 | ↗36 128 | ↘35 705 |         |         |         |

На 1 января 2025 года по численности населения город находился на 429-м месте из 1124 городов Российской Федерации.
Национальный состав
По переписи населения 2010 года
| Народ                 | Численность, % |
| --------------------- | -------------- |
| Русские               | 86,4 %         |
| Украинцы              | 4,5 %          |
| Белорусы              | 3,4 %          |
| Немцы                 | 1,1 %          |
| Литовцы               | 0,9 %          |
| Армяне                | 0,7 %          |
| Татары                | 0,5 %          |
| Цыгане                | 0,5 %          |
| Поляки                | 0,4 %          |
| Другие национальности | 1,6 %          |
| Всего                 | 100,0 %        |

По итогам переписи населения 2020 года проживали следующие национальности (национальности менее 0,1 % и другое, см. в сноске к строке «Другие»):
| Национальность | Численность, чел. | Доля     |
| -------------- | ----------------- | -------- |
| Русские        | 30 667            | 84,88 %  |
| Украинцы       | 499               | 1,38 %   |
| Белорусы       | 380               | 1,05 %   |
| Армяне         | 257               | 0,71 %   |
| Немцы          | 213               | 0,59 %   |
| Цыгане         | 209               | 0,58 %   |
| Литовцы        | 123               | 0,34 %   |
| Татары         | 95                | 0,26 %   |
| Поляки         | 73                | 0,20 %   |
| Азербайджанцы  | 55                | 0,15 %   |
| Казахи         | 51                | 0,14 %   |
| Езиды          | 42                | 0,12 %   |
| Другие         | 3464              | 9,60 %   |
| Итого          | 36 128            | 100,00 % |

## Экономика

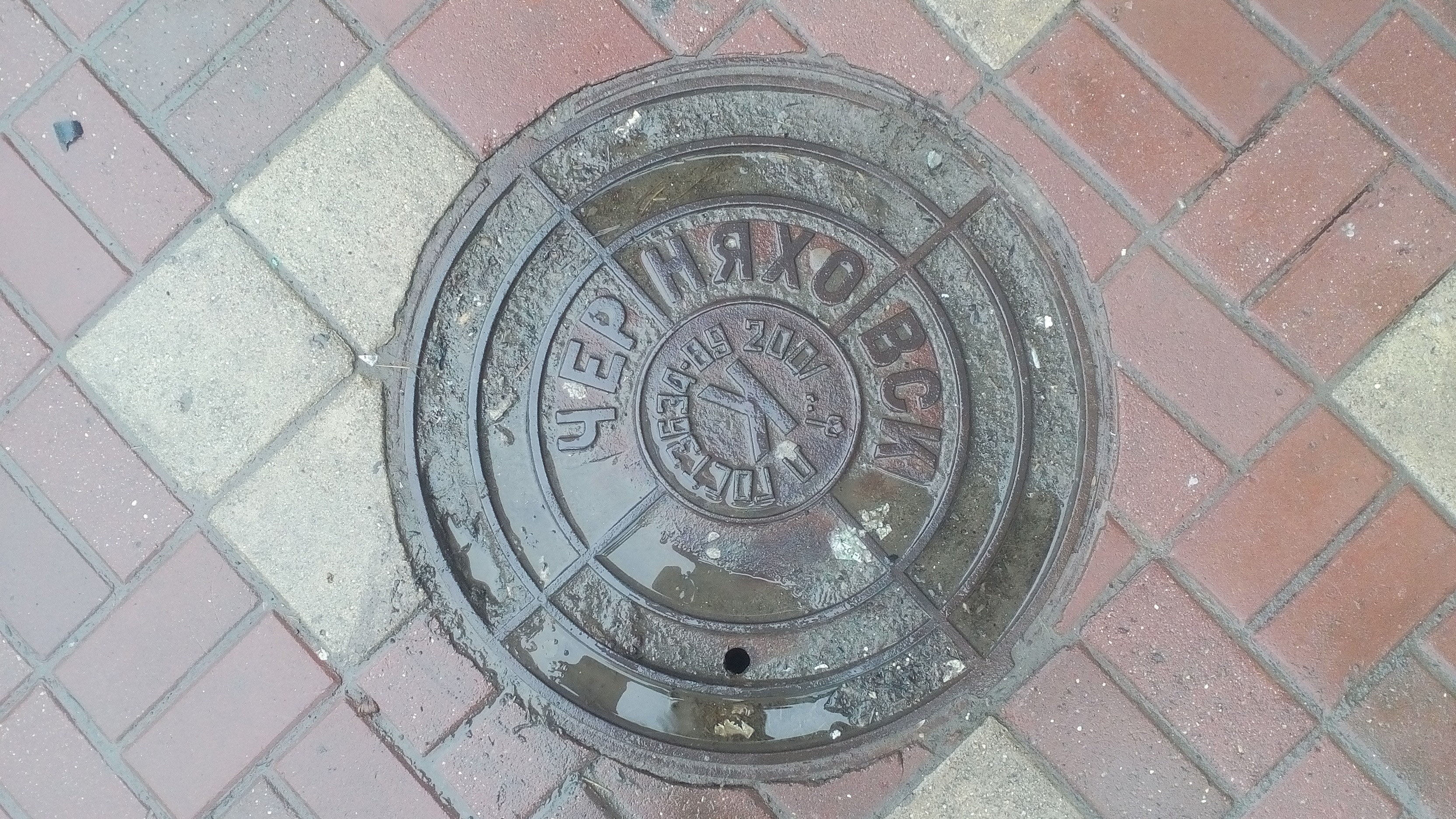
Канализационный люк

В послевоенный период, до 1991 года, в городе действовало множество предприятий:
- «Техмаш» — завод технологического машиностроения (до 2,5 тыс. человек)
- «Кожевенный завод» — дубление, выделка кож крупного рогатого скота (до 600 человек)
- «Карат» — оборонный завод, производство насосов высокого и сверхвысокого давления (до 1800 человек)
- «Конезавод» — разведение спортивных лошадей (породы ганновер, до 800 человек)
- «Молокозавод» — производство молочной продукции (до 500 человек)
- «Южные электрические сети» (ЮЭС) — электроэнергетика (до 1500 человек)
- «Мясокомбинат» — переработка мяса (до 1200 человек)
- «Черняховская кондитерская фабрика» — шоколадные конфеты, карамель, «коровка», ириски (до 400 человек)
- «Химпром» — производство удобрений для сельского хозяйства (до 700 человек)
- Вагонное депо — капитальный ремонт грузовых вагонов (до 600 человек)
- Локомотивное депо — текущий и средний ремонт тягового состава (до 400 человек)
- Ж/д участок пути — станция, связь, энергетика (до 500 человек)
- «КПД» — завод крупнопанельного домостроения
- «Хлебозавод»
- «Черняховский авторемонтный завод (ЧАРЗ)»
- «ПМК» и «СМУ» — передвижные механизированные колонны и строительно-монтажные управления
- «Сельхозтехника»
- «Керамический завод»
- «Автоколонна-1801»
- «Черняховский винзавод» и «Черняховский завод безалкогольных напитков» (газированные напитки, квас, плодово-яблочные вина)
- «ДОК» — деревообрабатывающий комбинат
- «Нефтебаза»
- «Ателье по пошиву одежды»
- «Речной порт»
- «Карьероуправление»
- «Асфальтобетонный» по ул. 22 Января, 10
- «Деревопропиточный» по ул. Дачная, 36
- «Керамзитового гравия» по ул. Бакинская, 22
- «Черняховский комбикормовый завод»
- «Черняховский элеватор» по ул. Элеваторная, 46

После 1991 года, когда распался СССР, в городе присутствуют:
- Завод «Телеволна», занимающийся изготовлением бытовой техники (предприятие ликвидировано)
- Нефтебаза
- Дар-Лит
- «Черняховский райавтодор» занимающийся строительством, ремонтом и эксплуатацией автодорог
- ЧМК-Черняховский мясокомбинат (в мае 2014 года признан банкротом)
- Новик Логистик
- Карьероуправление
- «АРВИ НПК» — завод по смешиванию и гранулированию удобрений (банкрот, в 2016 году работа остановлена, с 2020 новый владелец Уралхим)
- Балтийский консервный завод
- Черняховская кондитерская фабрика (банкрот)
- Винно-коньячный завод "Альянс-1892"
- Мебельная фабрика «Интердизайн»
- Пластикат-Сервис
- Вино-водочный завод «Вест — Алко».
- Финансово-юридическая компания «ИЛЛИОН»
- Черняховский авторемонтный завод (ЧАРЗ)
- Черняховский элеватор ООО «ЗАРЯ»
- «Черняховский комбикормовый завод»
- Энкор

## Транспорт
Черняховск — крупный железнодорожный узел (станция Черняховск). Через него проходит относящаяся к Калининградской железной дороге железнодорожная линия Калининград — Чернышевское (далее в Литву, Беларусь и Россию). Две другие железнодорожные ветки связывают Черняховск с Советском (далее эта железная дорога идёт в Литву) и Железнодорожным (далее — в Польшу).
Через Черняховск проходит автомобильная дорога А229 Калининград — Минск.
В Черняховске расположен речной порт на реке Преголя (эксплуатация прекращена после распада СССР).
С 1936 года по 1945 год в Инстербурге существовало троллейбусное движение.
Сейчас городской транспорт представлен только автобусами.

## Спорт
В городе существует футбольный клуб «Прогресс», представляющий город на областных и региональных турнирах. До Великой Отечественной войны в Инстербурге существовал футбольный клуб Йорк Бойен Инстербург, дважды становившийся чемпионом Восточной Пруссии. В 1936 году, во время проведения олимпийских игр в Берлине, из-за проливных дождей был размыт ипподром, в результате чего почти все конные виды спорта были проведены на ипподроме Инстербурга. В наши дни в Черняховске (в бывшем имении Георгенбург, ныне посёлок Маёвка, где имеется ипподром), месте разведения лошадей знаменитой местной тракененской породы, проводятся соревнования по конному спорту.
В Черняховске уже много лет работает детско-юношеская спортивная школа, включающая множество различных секций от спортивной гимнастики до каратэ, борьбы и бокса. ДЮСШ воспитала более 15 мастеров спорта и более 60 кандидатов в мастера спорта. Особо выделяются отделения лёгкой атлетики, самбо и дзюдо. Среди собаководов пользуются популярностью соревнования по аджилити.

## Образование
В Черняховске представлены все виды уровней образования — от общего среднего до высшего.
Учебные заведения
- Средняя школа № 1 им. В. У. Пана[31]
- Гимназия № 2[32]
- Средняя школа № 3[33]
- Средняя школа № 4[34]
- Средняя школа № 5 им. дважды героя Советского Союза И. Д. Черняховского[35]
- Средняя школа № 6[36]
- Лицей № 7[37]
- МОУ Доваторовская СОШ[38]
- Калиновская СОШ[39]
- Междуреченская СОШ[40]
- Привольненская СОШ[41]
- Свободненская СОШ[42]
- Индустриально-педагогический колледж[43]
- Филиал Московского психологического университета[44]

Другие учреждения, курсы
- Детско-юношеская спортивная школа
- Детская художественная школа
- Центр дополнительного образования
- Театр-студия «Радуга»
- Детско-юношеская цирковая студия
- Клуб «Атлант» (детская районная организация)
- Клуб «Ровесник» (детская районная организация)
- Курсы пользователей ПК
- Танцевальная студия
- Парикмахерские курсы
- Курсы поваров
- Курсы секретарей-референтов
- Курсы маляров-штукатуров
- Детская музыкальная школа (ДМШ)
- Школа прапорщиков и мичманов

## Общественные организации
В городе действует множество организаций различных направлений — от обществ по интересам, до отделений политических партий.
- Районный комитет КПРФ
- Местное отделение партии «Единой России»
- Местное отделение партии «Яблоко»
- Местное отделение партии ЛДПР
- Местное отделение партии «Справедливая Россия»
- Общественная организация «Анастасия»
- Общественная организация «Центр развития греческой культуры Калининградской области»
- Местное отделение всероссийского общества слепых
- Местное отделение всероссийского общества воинов-афганцев
- Литературный клуб
- Общество охотоведов
- Клуб любителей рыбалки
- Клуб любителей шахмат
- Клуб радиолюбителей
- Некоммерческое партнёрство «Польский дом» имени Фредерика Шопена

## Города-побратимы
Черняховск имеет установленные дружественные связи со следующими городами:
 Кирхгаймболанден, Германия

 Грудзёндз, Польша

 Венгожево, Польша

 Безье, Франция

 Бжег-Дольны, Польша

 Мариямполе, Литва

## Достопримечательности

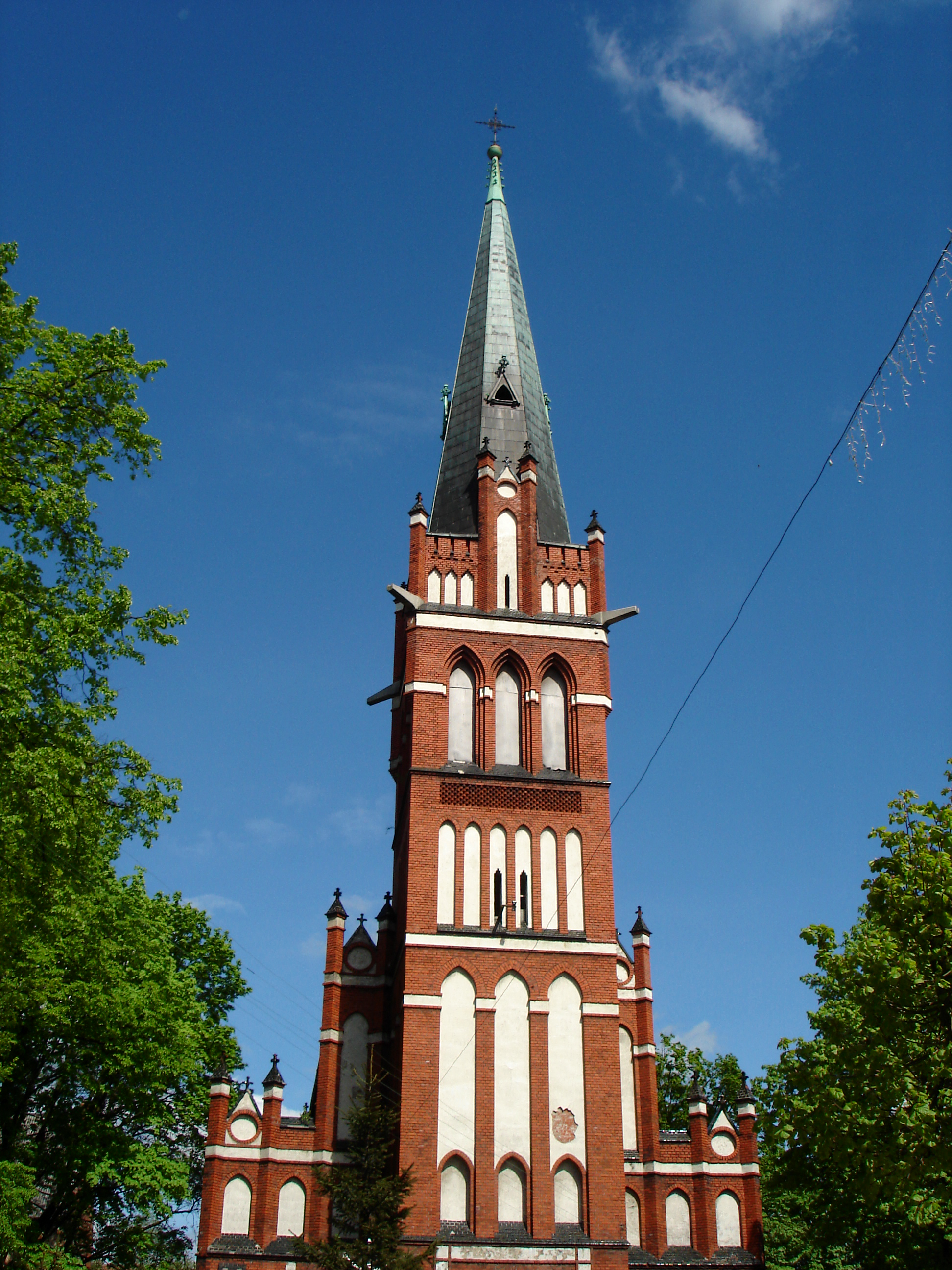
Храм Святого Бруно
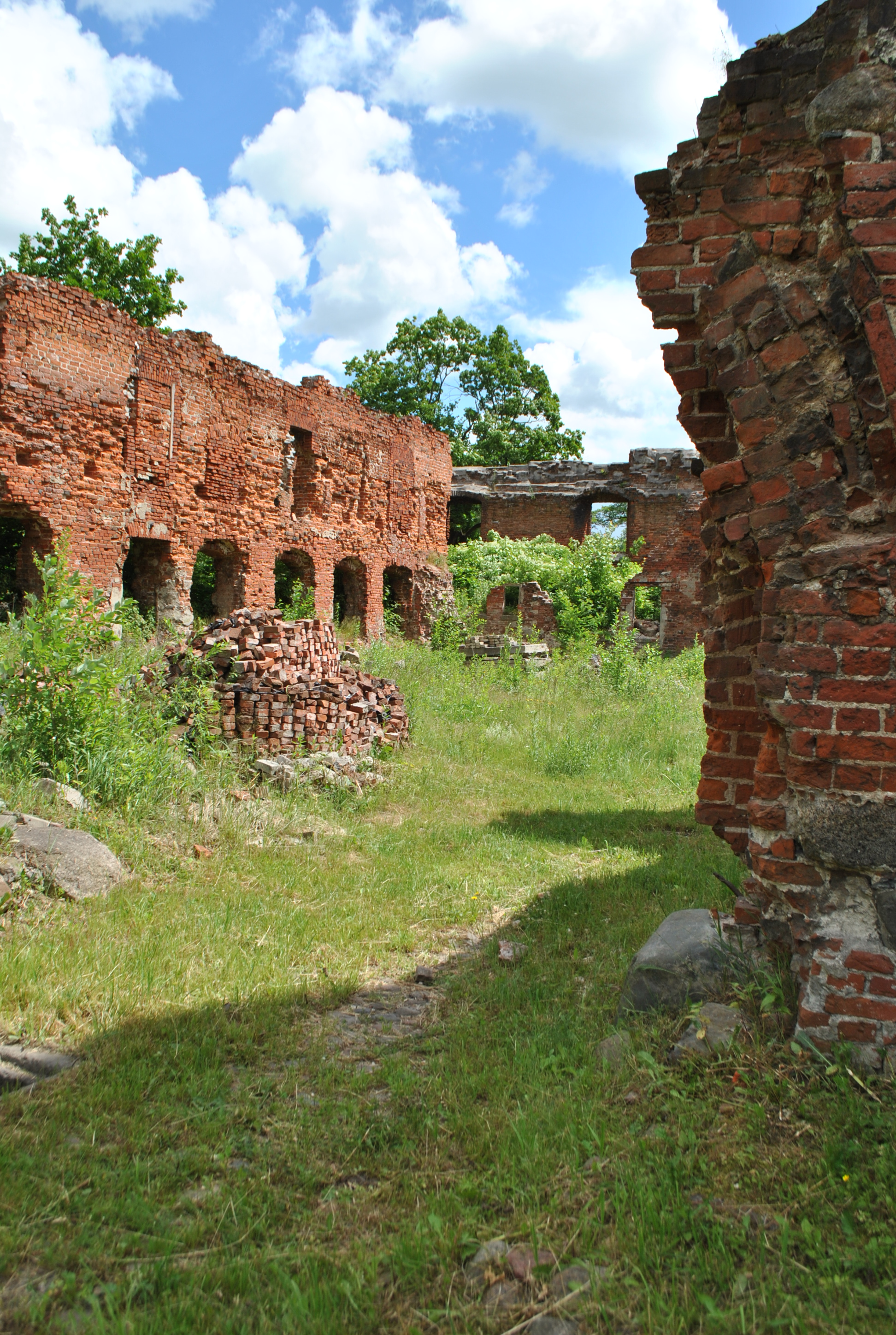
Руины замка Инстербург, 2013
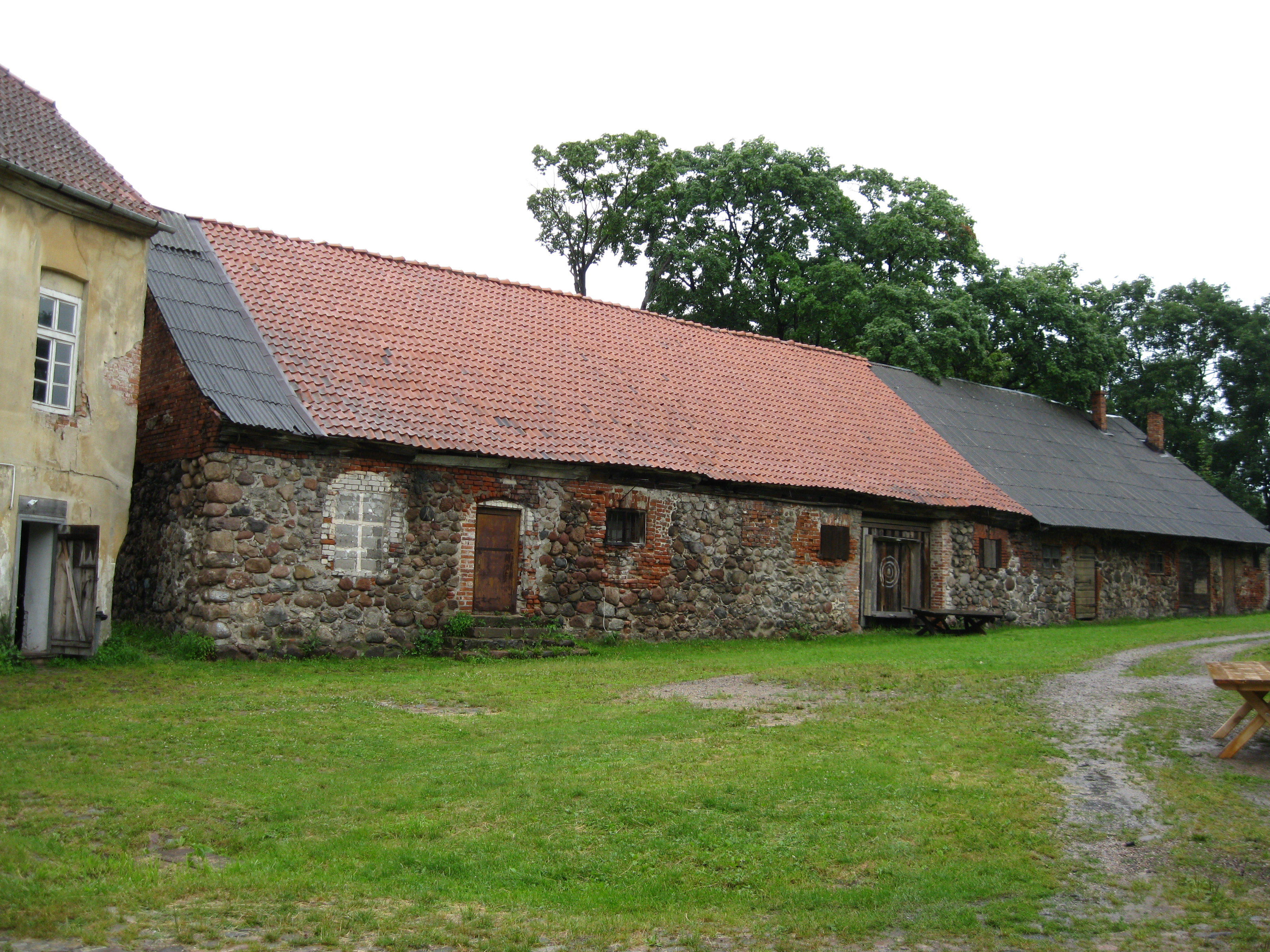
Конюшня замка Инстербург, 2013
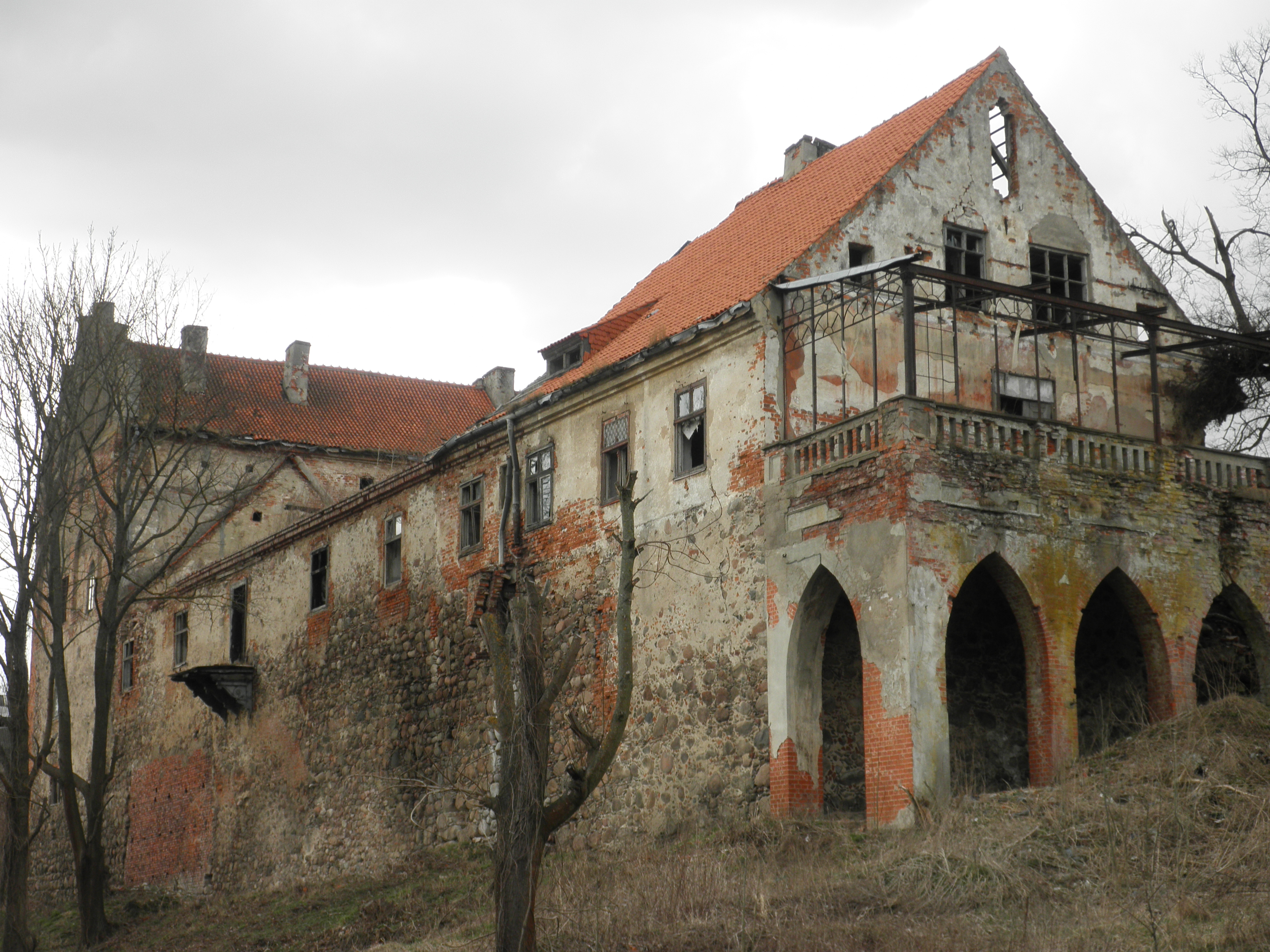
Руины замка Георгенбург
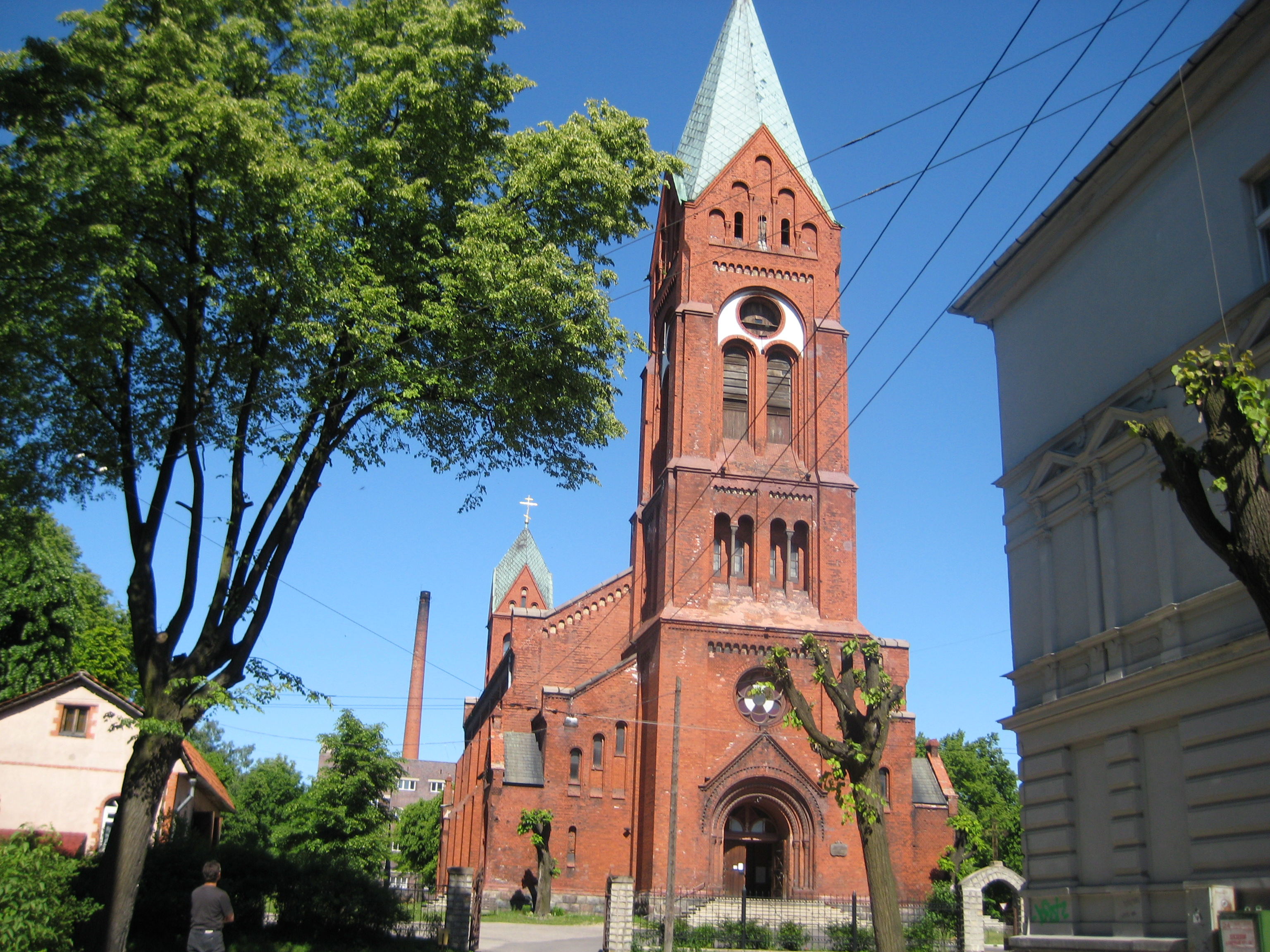
Бывшая реформатская церковь Св. Архангела Михаила. Архитектор Ф. Адлер. 1883
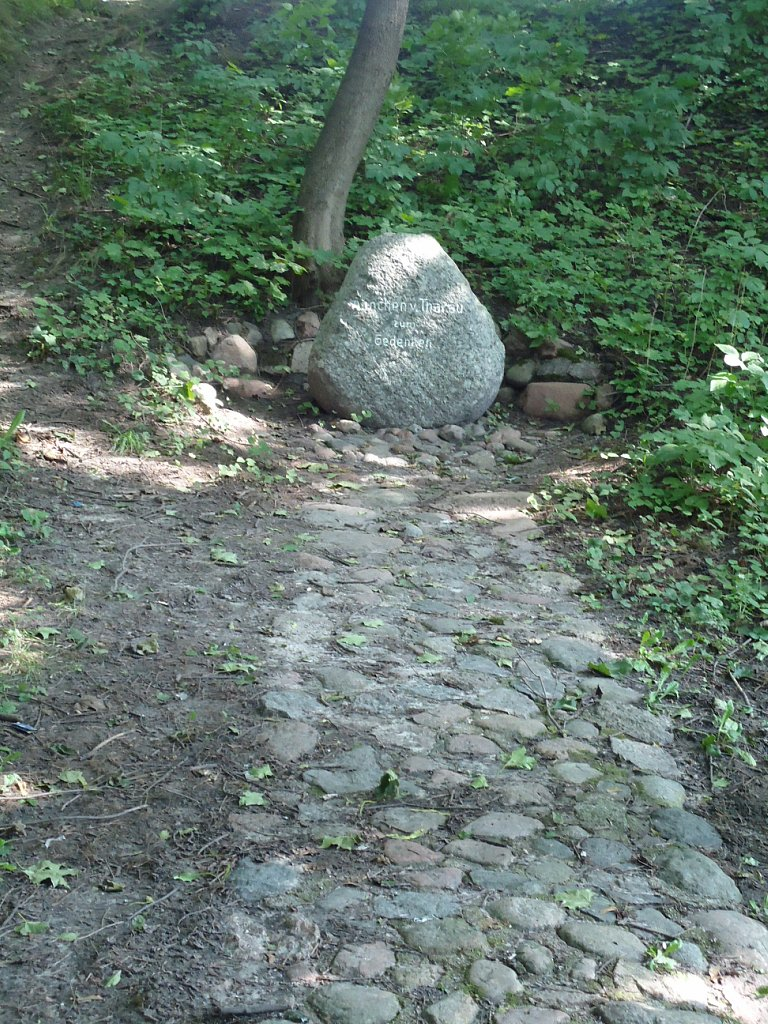
Памятный камень Анхен из Тарау
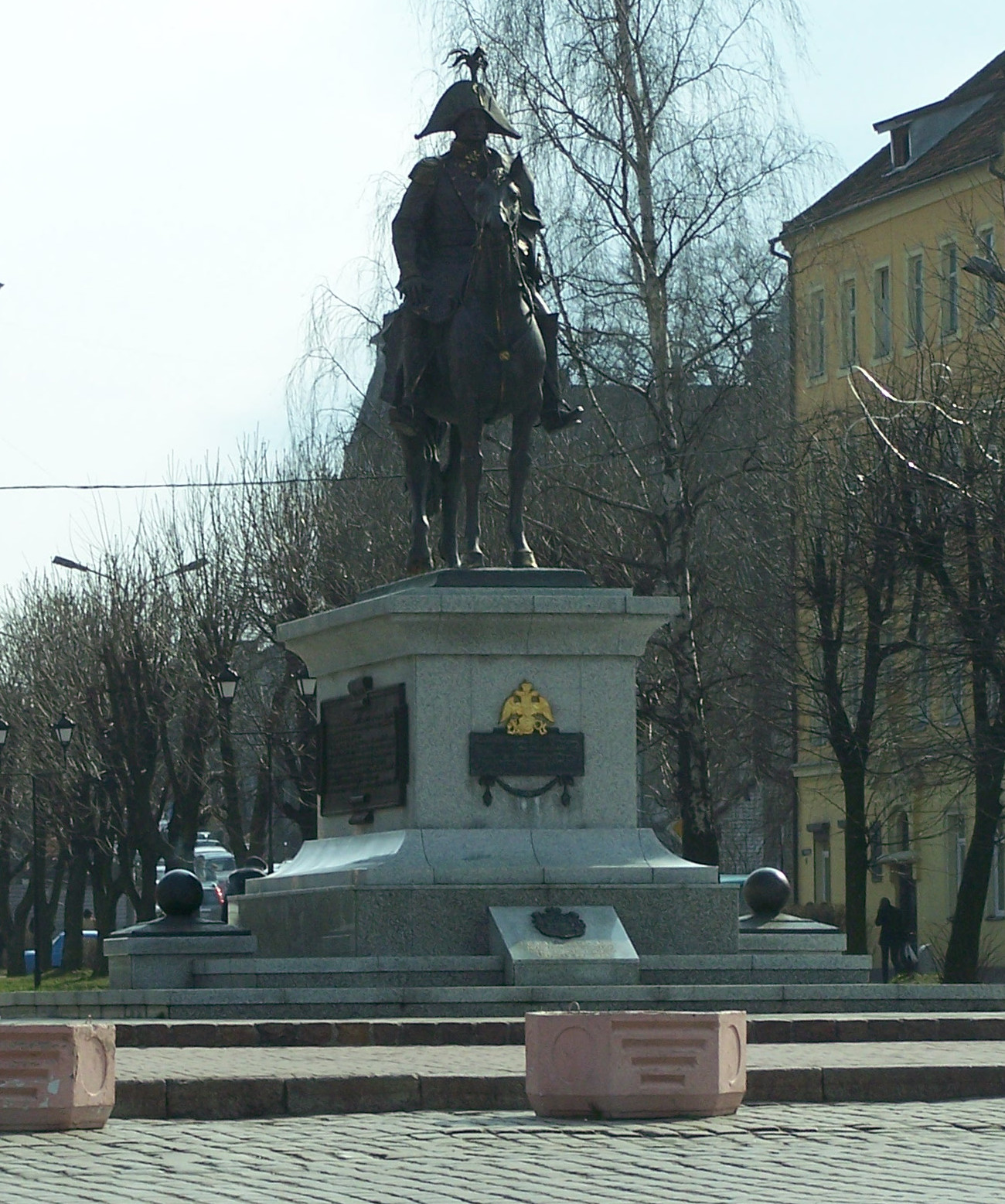
Памятник Барклаю-де-Толли

### Архитектурные памятники
- Свято-Михайловская церковь — бывшая реформатская кирха, основанная в 1883 году
- Храм Святого Бруно Кверфуртского — католический храм, основанный в 1902 году
- Замок Георгенбург — рыцарский замок 1264 года основания, расположенный в посёлке Маёвка в 3 км от Черняховска
- Руины замка Инстербург — Орденского замка, основанного в 1336 году.
- Руины замка Заалау 1352 года основания, расположенные в посёлке Каменское
- Мельница 1336 года (ныне жилой дом, ул. Партизанская)
- Здание школы, построенное в 1827 году по предложению известного швейцарского педагога Иоганна Генриха Песталоцци. В здании расположена школа № 1 (улица Гагарина)
- Здание железнодорожного вокзала 1860 года постройки
- Дом офицеров (Общественный дом) 1862 года постройки (пл. Театральная д.1)
- Вилла Брандес 1894 года постройки (ул. Дачная д.10)
- Здание главпочтамта 1890 года (ул. Пионерская д.3)
- Водонапорная башня 1898 года (пересечение ул. Советской, ул. Спортивной и ул. Гагарина)[46]
- Здание детской музыкальной школы, бывшая Вилла Чибулински, 1899 года постройки (улица Пионерская д.7)
- Здание центрального городского рынка (нем. Markthalle) 1928 года постройки
- Руины башни Бисмарка в посёлке Красная Горка. Башня была открыта в 1913 году.
- Средняя школа для мальчиков 1902 года постройки (ныне школа № 6, ул. Суворова д.11)
- Здание детской художественной школы 1912 года[47]
- Здание бывшего роддома (ул. Театральная)
- Центральный рынок (ул. Садовая)
- Новая ратуша середины XIX века (бывшее здание Детского мира и библиотеки, ул. Калинина)
- Руины очистных сооружений, в форме арок (пересечение улиц Железнодорожной и Тоннельной)
- Очистные сооружения (ул. Ипподромная)
- Квартал «Пёстрый ряд», спроектированный архитектором Гансом Шаруном в 1920-х годах (ул. Элеваторная)
- «Горбатый мост», построенный в 1927 году (ул. Горная)[48]

### Памятники и мемориалы
- Камень в память о пребывании в Инстербурге Петра I (ул. Калинина)[49]
- Обелиск в честь победы русских войск в битве при Гросс-Егерсдорфе в 1757 году (посёлок Междуречье)[50]
- Памятник генерал-фельдмаршалу князю Михаилу Богдановичу Барклаю-де-Толли, установленный в 1821 году на средства короля Фридриха Вильгельма III в Гесветене (ныне посёлок Нагорное). По легенде на месте памятника захоронено сердце полководца.
- Памятник Барклаю-де-Толли на площади Ленина. Открыт 31 марта 2007 года.
- Мемориальная доска Наполеону I Бонапарту, находится вблизи площади Ленина, на доме, где останавливался император.
- Памятник генералу армии И. Д. Черняховскому работы скульптора Б. Едунова. Открыт 9 мая 1977 года.
- Мемориальная доска генералу армии И. Д. Черняховскому на фасаде школы № 5. Открыта 9 декабря 2015 года.
- Памятник П. И. Чайковскому, установлен около Детской музыкальной школы, носящей имя композитора (ул. Пионерская, 5)
- Мемориальная доска Фриде Юнг. Установлена в 2009 году на доме, где жила поэтесса (ул. Театральная, 11)
- Памятный знак павшим в бою уланам 12-го Инстербургского Литовского полка (ул. Л. Толстого, 1). Памятник выполнен известным кёнигсбергским скульптором Станиславом Кауэром в 1924 году. Разрушен в 1956 году, восстановлен в 2006 году[51].
- Памятник Анхен из Торрау. Установлен на месте кладбища, где была похоронена Неандер Анхен, героиня известной немецкой песни (пер. Прохладный)[52]
- Мемориал в память Великой Отечественной войны (ул. Спортивная)
- Памятная доска лётчикам истребительного полка «Нормандия-Неман». Установлена в 2015 году (ул. Ленина, 30)[53]
- Памятный знак в честь парада русских войск 5 сентября 1914 года и 300-летия русской гвардии. Установлен в 2003 году на месте сгоревшей в 1975 году лютеранской кирхи (ул. Горная)[54]

### Другие достопримечательности
- Музей истории, открытый в 2008 году. Музей располагает тремя залами общей площадью 700 м². В экспозиции музея представлены: оружие древних пруссов, экспонаты Первой и Второй мировых войн, коллекции наград, изделия из бронзы и керамики. В здании также размещается информационно-туристический центр (ул. Крупской, 6)[55]
- Скульптура оленя (угол ул. Пионерской и ул. Госпитальной)
- Старое немецкое кладбище (между ул. 22 января и ул. Речной)
- Воинское кладбище немецких солдат (ул. Чапаева)
- «Белая стенка» — бывший городской пляж (800 метров от стадиона «Прогресс», в сторону ж/д путей)
- Городище Унсатрапис (на месте замка Инстербург)
- Городище Камсвикус (посёлок Тимофеевка)
- Водонапорная башня (ул. Гагарина, 1) — объект культурного наследия местного (муниципального) значения[56]. В мае 2024 года в башне открылся музей часов «Башня времени»[57].